# Final da Copa São Paulo de Futebol Júnior de 2020
A final da Copa São Paulo de Futebol Júnior de 2020 foi uma partida de futebol realizada em 25 de janeiro de 2020 no Estádio do Pacaembu, na cidade de São Paulo, Brasil. Ela foi disputada entre o Internacional e o Grêmio, para decidirem o vencedor da Copa São Paulo de Futebol Júnior de 2020.
O Internacional levou a melhor no primeiro Grenal em decisões de Copa São Paulo de Futebol Júnior e conquistou seu quinto título do torneio nos pênaltis, após empate no tempo normal, por 1 a 1, diante do maior rival, no Estádio do Pacaembu.

## Caminho até a final
O Internacional estreou na competição no dia 3 de janeiro. Na primeira fase, a equipe gaúcha integrou o grupo sediado em Santa Bárbara d'Oeste, pois o estádio de Capivari não foi liberado, e debutou goleando o Confiança-PB da Paraíba por 3 a 0. No segundo jogo venceu o Linense de São Paulo por 3 a 0, com dois gols de Caio, garantindo a classificação para a segunda fase. Após empatar com o anfitrião Capivariano em 0 a 0, encerrou a fase classificatória na primeira colocação de seu grupo. Nas fases seguintes, o clube venceu o Volta Redonda por 1 a 0, o Desportivo Brasil por 2 a 1 e triunfou nas penalidades contra o Red Bull Brasil por 6 a 5, após o empate em 1 a 1 no tempo normal.Nas quartas venceu o Botafogo-SP por 2 a 0. Por fim, o clube gaúcho eliminou o Corinthians nas semifinais e alcançou sua sexta decisão na história da Copinha.
O Grêmio integrou o grupo 21 em Mogi das Cruzes e estreou derrotando o Real-DF pelo placar de 2 a 0. No segundo jogo empatou em 1 a 1 com o Juventus-SP e classificou-se ao golear por 4 a 0 o anfitrião União Mogi,terminando em primeiro do seu grupo. Na segunda fase venceu o União ABC por  1 a 0. Na terceira fase goleou a Chapecoense por 4 a 0. Nas oitavas, nova goleada por 4 a 1 sobre Atlético Mineiro. Nas quartas derrotou nos pênaltis o Vasco da Gama por 4 a 3, após empate em 1 a 1. Na semifinal derrotou  o Oeste por 1 a 0.
| Pos | Times         | Pts | J | V | E | D | GP | GC | SG |
| --- | ------------- | --- | - | - | - | - | -- | -- | -- |
| 1   | Internacional | 7   | 3 | 2 | 1 | 0 | 6  | 0  | +6 |
| 2   | Capivariano   | 7   | 3 | 2 | 1 | 0 | 4  | 1  | +3 |
| 3   | Linense       | 3   | 3 | 1 | 0 | 2 | 4  | 5  | –1 |
| 4   | Confiança-PB  | 0   | 3 | 0 | 0 | 3 | 1  | 9  | –8 |

| Pos | Times       | Pts | J | V | E | D | GP | GC | SG |
| --- | ----------- | --- | - | - | - | - | -- | -- | -- |
| 1   | Grêmio      | 7   | 3 | 2 | 1 | 0 | 7  | 1  | +6 |
| 2   | Real-DF     | 6   | 3 | 2 | 0 | 1 | 7  | 4  | +3 |
| 3   | Juventus-SP | 4   | 3 | 1 | 1 | 1 | 3  | 3  | 0  |
| 4   | União Mogi  | 0   | 3 | 0 | 0 | 3 | 1  | 10 | –9 |

### Partida
| 25 de janeiro | Internacional      | 1 – 1  | Grêmio                   | Estádio do Pacaembu, São Paulo |
| 10:00 (UTC-3) | Guilherme Pato 57' | Súmula | Tiago Barbosa 53' (g.c.) | Árbitro: João Vitor Gobi       |

|                                                       |       | Penalidades                                        |  |
| Matheus Monteiro Cesinha Tiago Barbosa Carlos Eduardo | 3 – 1 | Vitor Prado Wesley Moreira Gazão Gabriel Gonçalves |  |

| Internacional | Grêmio |